# Job (Meštrović)
Job je brončani kip istoimena biblijskog lika Ivana Meštrovića dovršen 1945. godine.

## Job
Skica za Joba nastala je u zatvorskoj ćeliji u koju su ga u studenome 1941. godine smjestile ustaške vlasti NDH kada je odlučio odseliti u Englesku. Meštrović je tri i pol mjeseca proveo u zatvoru, gdje je maltretiran i bolestan, zajedno sa slikarom Jozom Kljakovićem, čekao smrtnu presudu. Pomilovan je na intervenciju Vatikana, ali boravak je ostavio neizbrisiv trag u njegovu daljnjem radu.
Dvije godine trebalo je Meštroviću za izlijevanje  skulpture koja je bila dio izložbe u Muzeju moderne umjetnosti u New Yorku 1947. godine. ↓1 Kritičar Carlyle Burrows u časopisu Christian Science Monitor tim je povodom napisao:
»Najdojmljiviji je lik Joba u kojega je Meštrović ulio takvu osjećajnu snagu kakvu nema nijedno drugo njegovo djelo, postigavši na zbiljski način čudesan osjećaj duševne i tjelesne muke prikazane osobe.«